# 줄리아 페이스 밋첼
줄리아 페이스 미첼(Julia Pace Mitchell, 1985년 9월 14일 ~ )은 미국의 배우이다.
브루클린에서 태어났다.

## 출연 작품

### 영화
- 굿바이 초콜릿 (2007)
- 복수자 (2010) - 출납원 역
- 폴: 600미터 (2022) - 식당 종업원 역

### 텔레비전
- 더 영 앤 더 레스트리스 (2010-12, 2019)